# Сергиевская церковь Благовещенского монастыря (Нижний Новгород)
Це́рковь Се́ргия Ра́донежского — православный храм в Благовещенском монастыре Нижнего Новгорода.
Храм построен в 1690 году рядом с Благовещенским собором ктитором Иосифом Булгаковым в качестве придела во имя митрополита Алексия. Со временем придел переосвятили в церковь, а в середине XIX века, в связи со строительством в монастыре нового, более крупного храма во имя Алексия Московского, церковь стала именоваться Сергиевской во имя Сергия Радонежского.
Представляющий по архитектурной композиции восьмерик на четверике, храм является небольшим по размеру, но характерным по декору памятником нарышкинского стиля.

## История
Церковь была построена вблизи Благовещенского собора, построенного взамен обветшавшего одноимённого храма. В Писцовой книге 1621 года сообщалось, что «на монастыре церковь Благовещение Пречиситые Богородицы каменная ветха». Замена церкви на новый соборный храм произошла только в середине века, что послужило началом формирования существующего архитектурного ансамбля монастыря, когда Вельямин Черсткин добился царской жалованной грамоты на беспошлинный провоз кирпича из Балахны. Железо для связи поставлялось из патриарших кладовых Московского Кремля.
В 1690 году патриарший ризничий Иосиф Булгаков ушёл на покой в монастырь, решив на свои средства возвести придел к Благовещенскому собору, на что в том же году получил храмозданную грамоту. Придел возводился в честь особо почитаемого с XIV века святителя Алексия, поэтому изначально носил его имя. Одновременно придел должен был стать усыпальницей ктитора. 25 мая 1710 года Булгаков скончался и был похоронен возле постройки, в специально выкопанной и облицованной белым камнем пещере. Большой пожар 1715 года повредил и Алексеевский придел, но позже он был восстановлен и в 1718 году о нём сообщалось в документах: «Да подле соборной же церкви, посторонь, придел во имя Алексия Митрополита Московскаго и всея Русии чудотворца каменной, об одной главе, крест железной, прорезной, позолочен, глава обита черепицею зеленою вново».
Со временем здание придела ветшало. Его ремонтом озаботились только в начале XIX столетия, в период строительных преобразований на территории монастыря. К тому времени придел уже стал Алексеевской церковью. Губернский архитектор И. Е. Ефимов, отмечая ветхость здания, предлагал заменить деревянную крышу, вместо неё устроив новую на старых стропилах с добавлением решетника, стены оштукатурить, перестроить алтарь, окрасить кровлю шведской краской красно-вишнёвого цвета, снести старую неприглядного вида деревянную галерею, заменив её на каменную с железной крышей. Предложения академика были приняты и под его надзором осуществлены в течение 1826 года. Древнюю соборную паперть продлили кирпичной вплоть до горы и входа в крипту Булгакова.
К середине XIX века, в связи со строительством в монастыре нового более крупного храма во имя Алексия, церковь переосвятили — она стала именоваться Сергиевской во имя Сергия Радонежского.
К 70-м годам XX века здание находилось в запущенном состоянии. В 1978 году был составлен проект реставрации Благовещенского собора, в котором предусматривалась и реставрация Сергиевской церкви, составлявшей с собором своеобразный ансамбль. Автором проекта выступил архитектор-реставратор Вячеслав Широков. Работы проводились в 1979 году: был раскрыт подвал церкви с организацией интерьера, вычинена кладка стен с восстановлением кирпичного декора, а также раскрыты входы в подземные туннели. Храму был придан изначальный облик.

## Архитектура
По пространственной композиции храм представляет собой небольшой двухъярусный объём, расположенный рядом с Благовещенским собором и заглублённый наполовину в склон холма. Западный вход в церковь устроен из арочной галереи. Архитектурная композиция храма — восьмерик на четверике. На четверике основания, размером 9,4 м по каждой стороне, покоится восьмерик с пологой крышей и одной главкой. С востока к основному объёму пристроена полукруглая в плане апсида с алтарём, с запада — галерея.
Для архитектуры России конца XVII века было характерно распространение нового художественного стиля — нарышкинского. В архитектуре церкви появились его характерные черты — окна украшали наличники с так называемыми «петушиными гребнями», а подкровельный карниз — богато декорированный пояс. Верхний профиль разорванных фронтонов окон храма, обращённых к горе, составляли отдельные звенья, выполненные из изогнутого лекального кирпича. Этот приём, широко распространившийся в то время, так же как и кладка карнизов выступающими рядами поребрика, помогал простыми средствами достигнуть впечатления пышной отделки и живописности светотени.